# 가나가와슈쿠

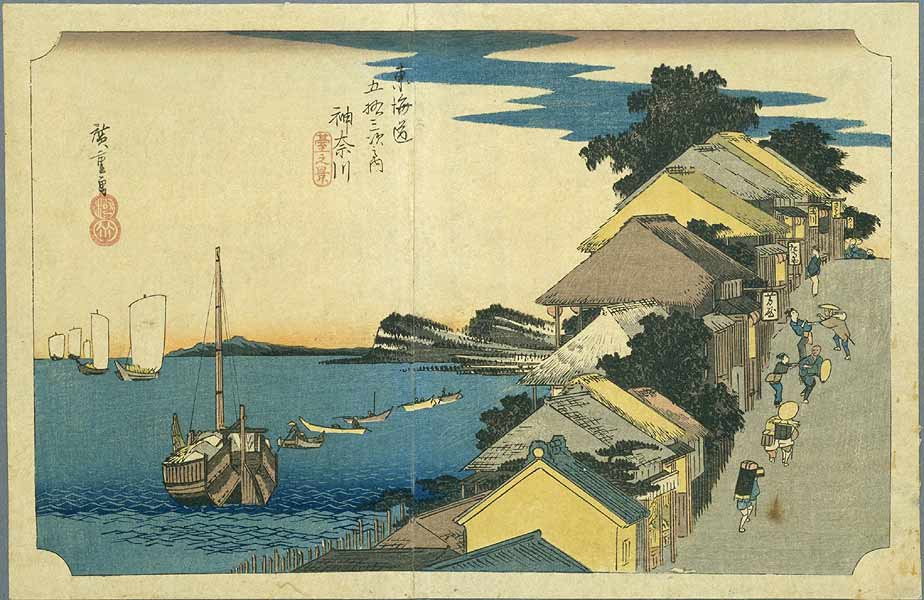
가나가와슈쿠

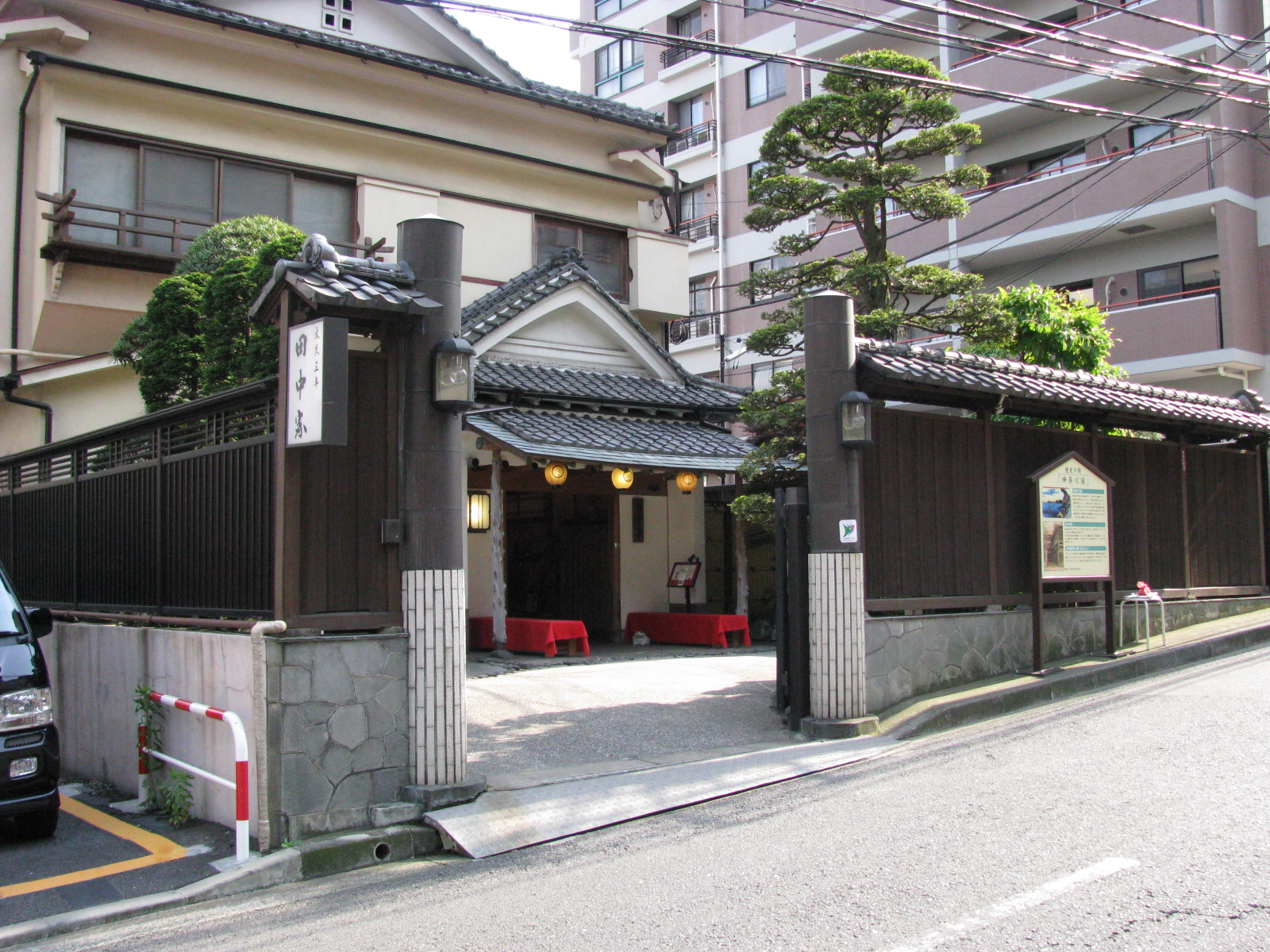
위 그림에 표현된 가나가와슈쿠 장소의 현재 모습

가나가와슈쿠(일본어: 神奈川宿)란 일본 도카이도 오십삼차의 3번째 슈쿠바를 말한다. 무사시국 다치바나 군에 속했으며 현재의 가나가와현 요코하마시 가나가와구 가나가와혼마치 부근에 있었다. 주변에는 가나가와항이 있었다.
가나가와슈쿠는 가나가와항 옆에 병설된 슈쿠바로서 사가미국이나 무사시 국 다마 군 방면으로 가는 물자의 기착지로 번영을 누렸다. 또한 막말에는 개항장으로 지정되었으나 실제로는 요코하마 촌(현재의 나카구 간나이 지구)이 개항되어 일본 개국 이후 점차 외국인 거류지가 설치된 요코하마 촌으로 상업의 중심지가 옮겨가게 되었다.